# Vojna enciklopedija
Vojna enciklopedija je vojno djelo koje je nastalo u SFRJ i objavljivano u dva navrata, od 1958. do 1969. i 1970. do 1976. (kasnije izdanje je ponovo tiskano 1985.)

## Prvo izdanje
Glavni urednici su bili Boško Šiljegović i Vojo Todorović.
Sadržaj:
1. A-Borci – 800 strana (1958.)
2. Borda-Enc – 800 strana (1959.)
3. Ene-Istočno – 798 strana (1960.)
4. Istorija-Krajina – 800 strana (1961.)
5. Krajinski-Nadmoćnost – 800 strana (1962.)
6. Nadvođe-Pirit – 784 strana (1964.)
7. Pirkovič-Raketne – 797 strana (1965.)
8. Raketni-Slunj – 814 strana (1966.)
9. Slup-Teleskop – 792 strana (1967.)
10. Telesno-Žužul – 857 strana (1967.)
11. Indeks – (1969.)

## Drugo izdanje
Glavni urednik je bio general-pukovnik Nikola Gažević, a njegov zamjenik je bio general-major Stevo Maoduš. Izašlo je u 10 knjiga s jedanaestim indeksom.
Sadržaj:
1. Abadan-Brčko – 798 strana (1970.)
2. Brdo-Foa – 800 strana (1971.)
3. Foča-Jajce – 800 strana (1972.)
4. Jakac-Lafet – 800 strana (1972.)
5. Lafos-Naukrat – 800 strana (1973.)
6. Nauloh-Podvodni – 800 strana (1973.)
7. Podvodno-Ratna mornarica – (1974.)
8. Ratna privreda-Spahije – (1974.)
9. Sparta-Tirana – 800 strana (1975.)
10. Tirani-Žužul – 768 strana (1975.)
11. Indeks – 809 strana (1976.)